# Beursplein (Westnieuwland)
Het voormalige Beursplein van Rotterdam was oorspronkelijk gelegen ten zuiden van het Westnieuwland, ten oosten van het toenmalige beursgebouw, dat dienst deed tussen 1736 en 1940, en werd aan de zuidkant begrensd door de Gapersbrug, een smalle houten ophaalbrug over de Blaak.

## Geschiedenis
In 1826 werd de Gapersbrug vervangen door de veel bredere stenen Beursbrug, die vanwege zijn breedte feitelijk gezien kan worden als de eerste uitbreiding van het Beursplein. Eind jaren 60 van de negentiende eeuw werd een serie plannen ingediend voor de bouw van een nieuw postkantoor op een te dempen gedeelte van de Blaak. Hierbij zou in een eerste variant de Beursbrug nog gehandhaafd blijven en slechts een strook van de Blaak naast de beurs gedempt worden. In latere versies werd de demping over de gehele breedte van de Blaak doorgetrokken en in combinatie met de plannen voor het Luchtspoor zelfs nog een stukje uitgebreid ten oosten van de Beursbrug. Een duiker voor de scheepvaart moest de verbinding tussen Blaak en Oude Haven in stand houden. 
In 1872 werd de Beursbrug gesloopt en het oostelijke deel van de Blaak gedempt. De spoorlijn werd op 28 april 1877 geopend. Enkele jaren na de opening ging de omgeving wederom op de schop voor de verbetering van de verkeerssituatie rond de Kleine Draaisteeg en werd de duiker vanaf de Blaak nog verder verlengd.
Het nu aanzienlijk vergrote Beursplein werd aan de oostzijde afgesloten door het nieuwe station Beurs, en aan de westzijde door het post- en telegraafkantoor, dat was geopend in 1875. Nadat in 1922 het nieuwe postkantoor aan de Coolsingel in gebruik was genomen, werd het (nog niet eens zo heel) oude gebouw ten slotte in 1929 afgebroken; de vrijgekomen ruimte werd toen ingericht als parkeerplaats.

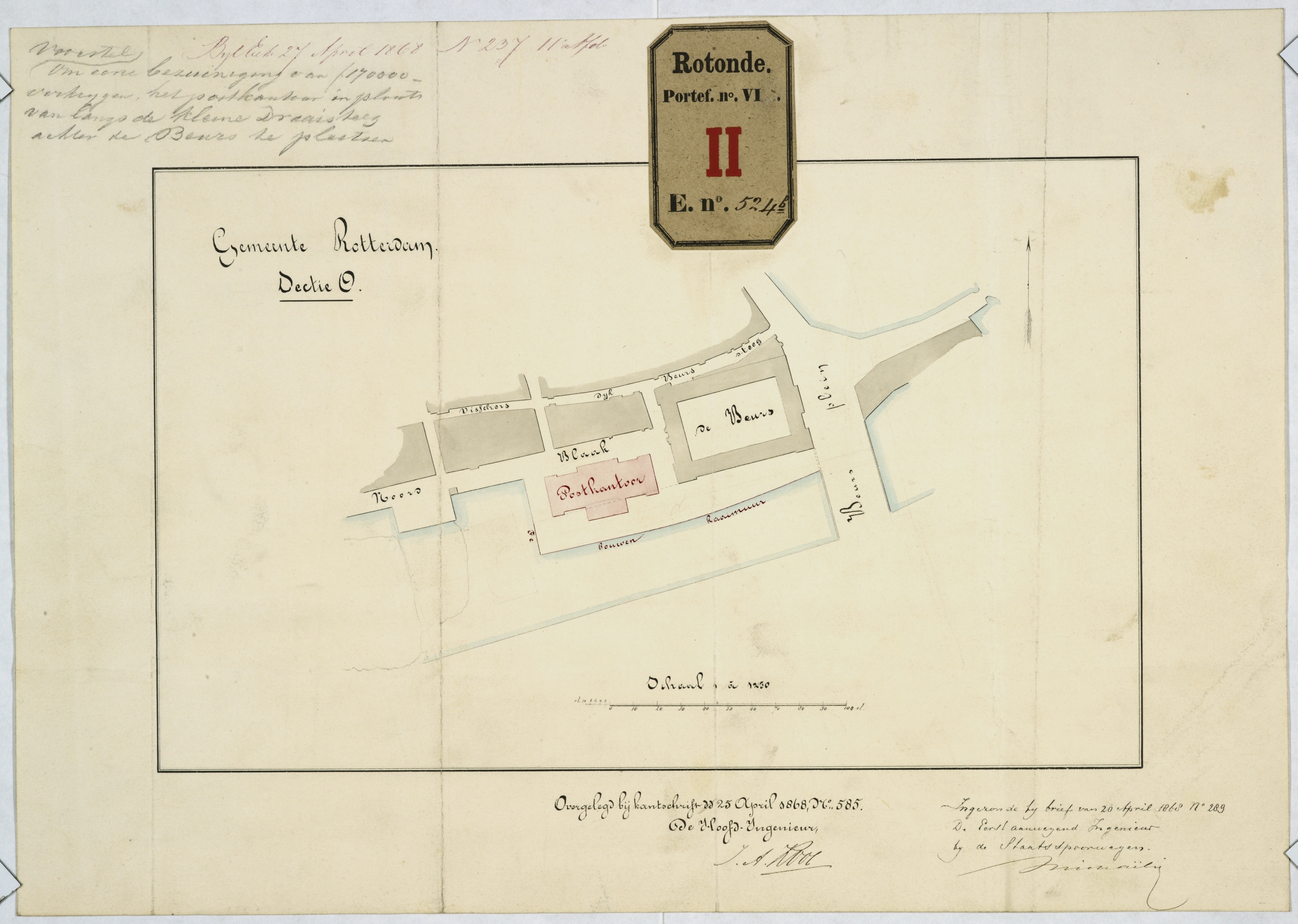
Verbreding van de Noordblaak, postkantoor direct naast beurs.
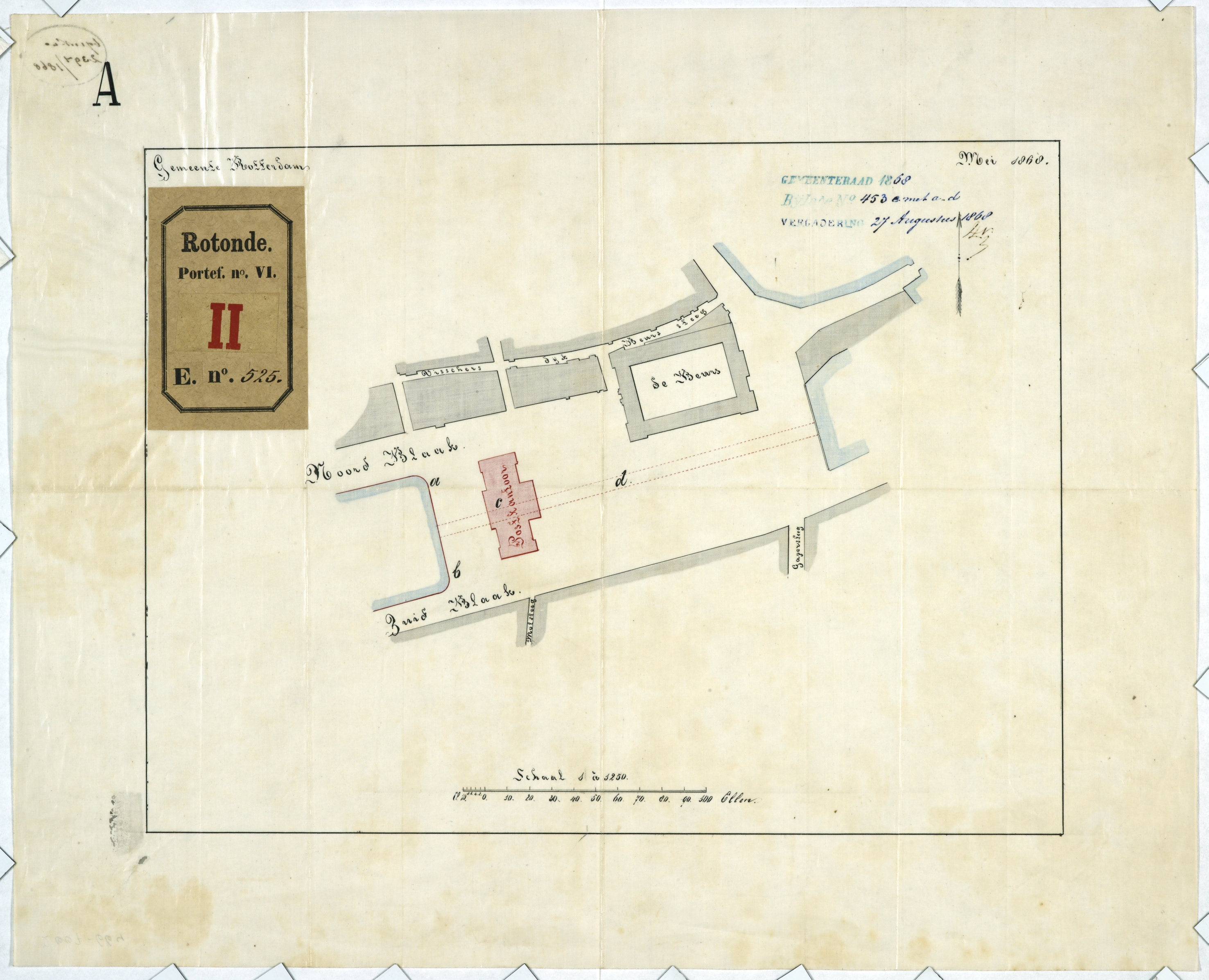
Beursplein na demping Blaak oost met duiker naar Oude haven, postkantoor aan westzijde plein
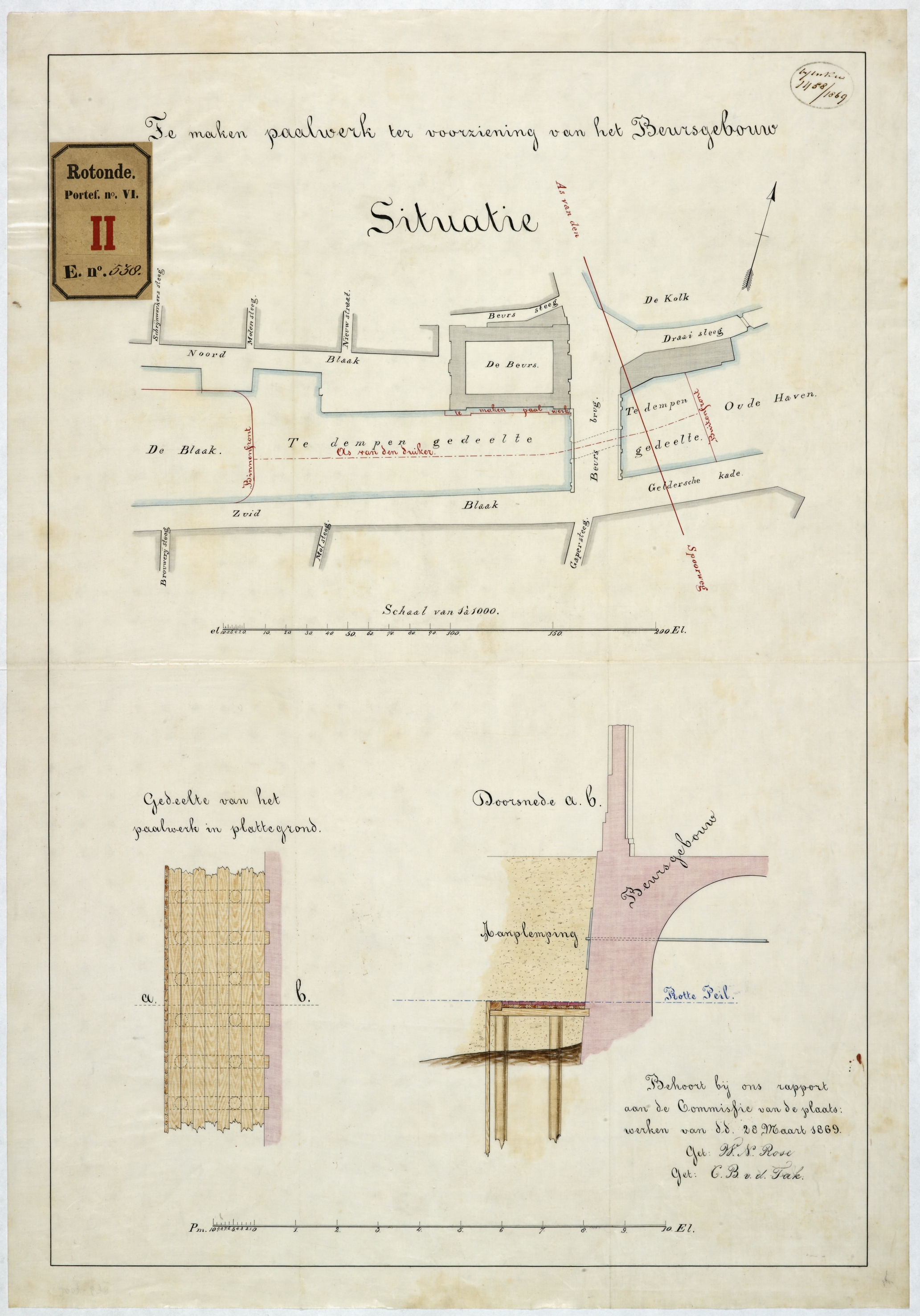
Doortrekking Blaakdemping tot spoorwegstation en aanpassingen beursgebouw.
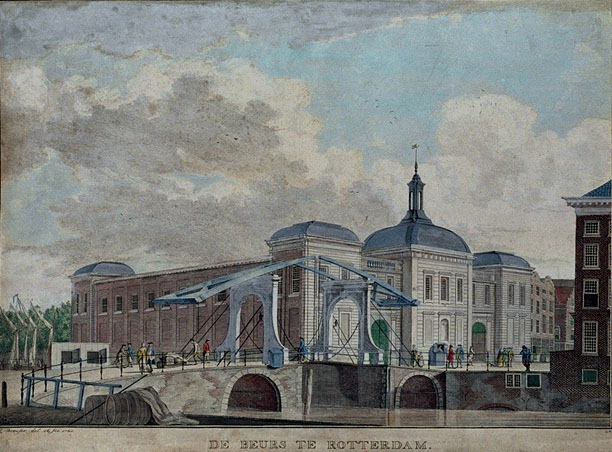
De Gapersbrug en de Beurs aan het Beursplein in 1765
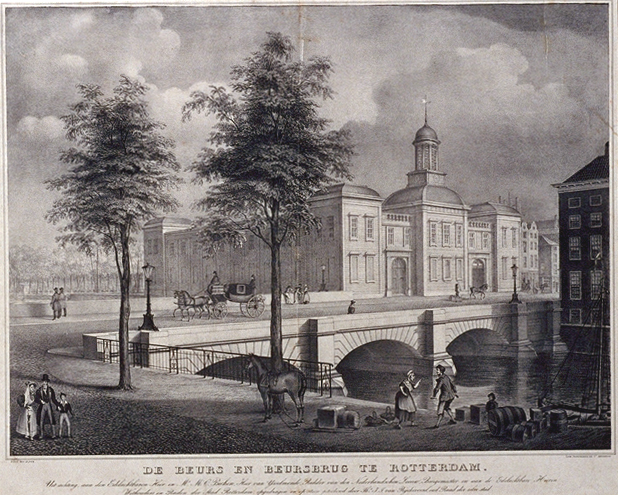
De Beursbrug en de Beurs rond 1830
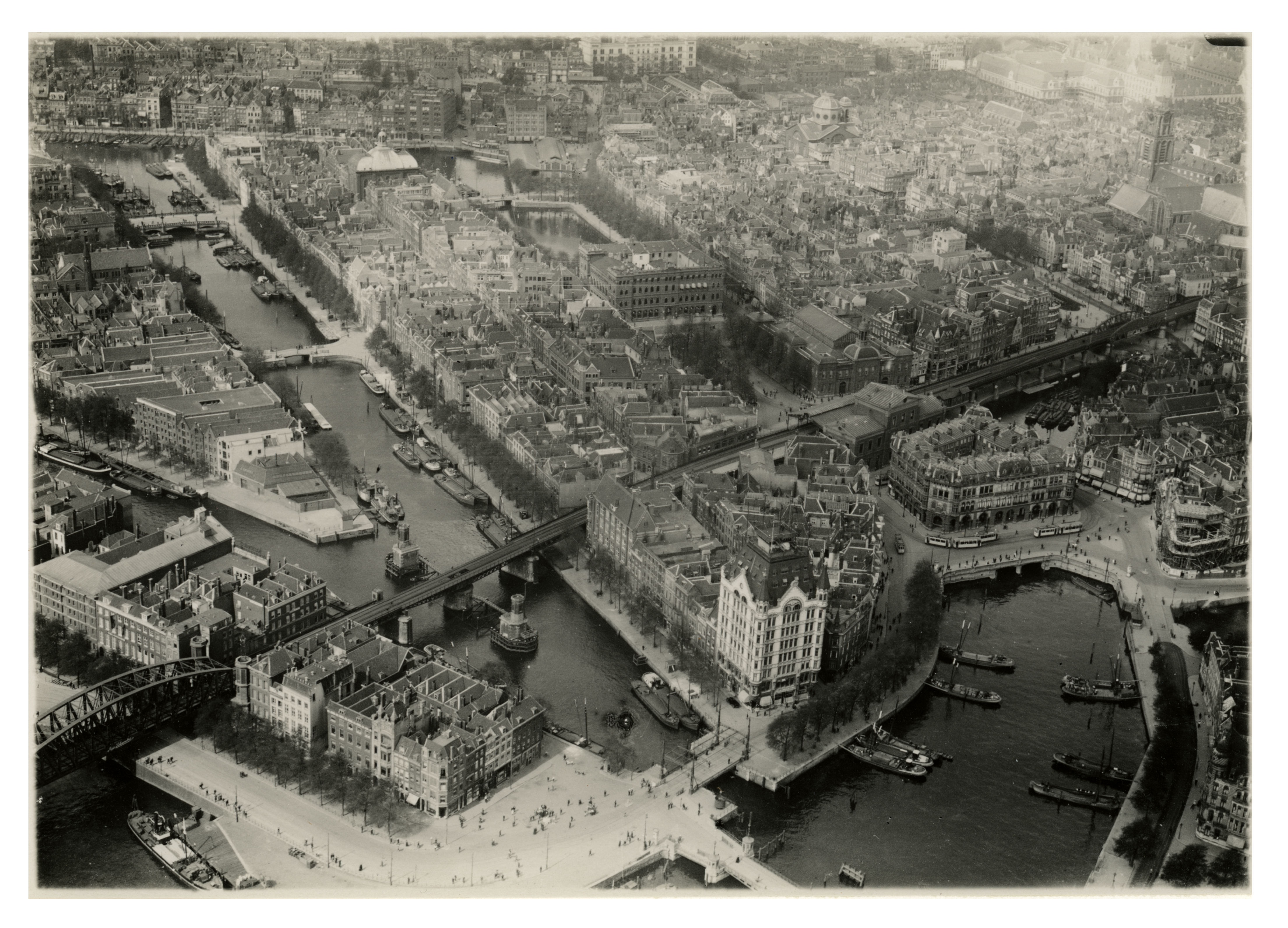
Luchtfoto van de omgeving van het Beursplein (midden) met de Beurs en het postkantoor omstreeks 1923.